# Somerset Park
Somerset Park est un stade de football construit en 1888 et situé à Ayr.
D'une capacité de 10 185 places dont 1 597 assises, il accueille les matches à domicile de Ayr United, club écossais, membre de la Scottish Professional Football League.

## Histoire
Somerset Park a été construit en 1888 pour le club d'Ayr FC qui utilisait jusqu'alors le Beresford Park (en) mais qui devait le partager avec d'autres prestataires. Le club-house ainsi que la tribune principale furent ainsi démontés pour être remontés au nouveau stade. Il fut utilisé pour la première fois pour un match amical contre les Anglais d'Aston Villa.
Ayr FC intégra la Scottish Football League en 1897 mais restait bloqué en Division 2, tout comme l'autre club de la ville, Ayr Parkhouse, qui lui jouait au Beresford Park (en). Les deux clubs décidèrent alors de fusionner afin de créer un club plus capable de conquérir l'accession à l'élite.
Le club résultant, Ayr United, décide de jouer à Somerset Park, même si le Beresford Park (en) est aussi utilisé pendant la Première Guerre mondiale.
Ayr United devient propriétaire du stade en 1920 pour 2 500 £. Une nouvelle tribune, créée par l'architecte Archibald Leitch, est construite quatre ans plus tard, ce qui oblige à changer l'orientation du terrain. Une toiture est érigée en 1933.
L'éclairage nocturne est installé en 1970, ce qui est plutôt tardif pour les stades en Écosse mais il y avait des problèmes spécifiques à régler dû à la proximité de l'aéroport de Glasgow-Prestwick. La tribune principale est agrandie en 1989, ce qui amène le total de places assises à 1 450.
Dans les années 1990 et au début des années 2000, Somerset Park n'est pas développé, malgré Bill Barr à la présidence d'Ayr United, patron de Barr Construction (en) qui a érigé de nouvelles tribunes dans de nombreux stades écossais. Ce déficit au niveau du stade rendait impossible l'accession du club en Division 1, le stade n'étant pas aux normes. Barr avait en effet le projet de la construction d'un nouveau stade hors de la ville, projet refusé par l'exécutif écossais.
Face à cet échec, Barr se retira de la présidence reprise par Donald Cameron. En novembre 2006, celui-ci fait savoir qu'il a l'intention de vendre Somerset Park au promoteur Barratt Developments et de construire un tout nouveau stade dans le quartier d'Heathfield. En janvier 2008, le council area du South Ayrshire donne son accord mais en août de la même année, Barratt Developments se retire de l'affaire. Face aux difficultés de financement par crédit à la suite de la crise financière, ces plans sont ajournés sine die.
La toiture de la tribune principale est endommagée par la tempête Friedhelm en décembre 2011.

## Affluences
Le record d'affluence date du 13 septembre 1969, à l'occasion d'un match entre Ayr United et les Rangers, avec 25 225 spectateurs.
La capacité d'accueil a depuis été réduite pour atteindre 10 185 places dont 1 597 assises.
Les moyennes de spectateurs des dernières saisons sont :
- 2014-2015 : 1 128 (League One)
- 2013-2014 : 1 905 (League One)
- 2012-2013 : 1 007 (Division Two)

## Transports
La gare la plus proche, la gare de Newton-on-Ayr (en), est peu utilisée, ce qui fait que de nombreux spectateurs viennent plutôt par la Ayr railway station (en), qui est à 10 minutes à pied. Le stade est rapidement joignable depuis la A77 (en).

## Structures
La tribune principale construite par Archibald Leitch en 1924 pour 8 000£ avait alors une capacité de 2 592 places. En 1989, une extension de 600 places est construite avec accès pour personnes à mobilité réduite. Depuis, les nouvelles normes ont contraint à réduire le nombre de places pour atteindre 1 597 places assises.
En 1971, une toiture est érigée au-dessus de la terrasse appelée Somerset Road End pour un coût de 12 000£. Pour célébrer cette construction a lieu un match amical contre le club anglais de Sunderland (score final 1-1).
Une autre terrasse, la North Terrace, non couverte, contient une partie pour l'accueil des supporteurs adverses, ainsi que des loges nommées Ally MacLeod Hospitality Suit, en l'honneur d'Ally MacLeod, ancien joueur du club.
La dernière terrasse, la Railway End, est couverte et sert à accueillir les supporteurs adverses. Elle a été construite en septembre 1933 grâce à une donation de 230 £ faite par les supporteurs et une autre de 120 £ par les clubs des supportrices.
L'éclairage nocturne a été installé en 1970 à la suite d'une donation de 12 201£ par les supporteurs, ce qui permit de financer une grande partie des 18 000£ nécessaires. Le premier match officiel à en bénéficier est une rencontre amicale contre le club anglais de Newcastle United, le 18 novembre 1970 (victoire 2-0 d'Ayr United) (même si une rencontre entre les équipes réserves d'Ayr United et de Partick Thistle en avait bénéficié auparavant).

## Matches internationaux
Somerset Park a accueilli quatre rencontres internationales, trois impliquant des équipes nationales de moins de 17 ans et une des équipes nationales de moins de 19 ans.

### U17
| 28 février 2012 | Écosse U17 | 1 − 1 | Serbie U17 | Somerset Park, Ayr                                 |                                                    |
| 19:00 (GMT+0)   |            |       |            | Spectateurs : 445 Arbitrage : John Beaton (Écosse) | Spectateurs : 445 Arbitrage : John Beaton (Écosse) |
| 19:00 (GMT+0)   | Rapport    |       |            | Spectateurs : 445 Arbitrage : John Beaton (Écosse) | Spectateurs : 445 Arbitrage : John Beaton (Écosse) |

| 20 mars 2012  | Écosse U17  | 1 − 0 | Lituanie U17 | Somerset Park, Ayr                        |                                           |
| 19:30 (GMT+0) | Findlay 65e |       |              | Arbitrage : Johnny Casanova (Saint-Marin) | Arbitrage : Johnny Casanova (Saint-Marin) |
| 19:30 (GMT+0) | Rapport     |       |              | Arbitrage : Johnny Casanova (Saint-Marin) | Arbitrage : Johnny Casanova (Saint-Marin) |

| 22 mars 2012  | Danemark U17                              | 3 − 1 | Lituanie U17    | Somerset Park, Ayr                        |                                           |
| 19:30 (GMT+0) | Mathiasen 5e · Andersen 25e · Nielsen 26e |       | Petravičius 73e | Arbitrage : Johnny Casanova (Saint-Marin) | Arbitrage : Johnny Casanova (Saint-Marin) |
| 19:30 (GMT+0) | Rapport                                   |       |                 | Arbitrage : Johnny Casanova (Saint-Marin) | Arbitrage : Johnny Casanova (Saint-Marin) |

### U19
| 19 mars 2013  | Écosse U19                                     | 3 − 2 | Suède U19                             | Somerset Park, Ayr |                   |
| 14:00 (GMT+0) | Lindelöf 57e (csc) · Beck (en) 63e · McKay 85e |       | Davey 40e (csc) · Söderström (en) 47e | Spectateurs : 488  | Spectateurs : 488 |
| 14:00 (GMT+0) | Rapport                                        |       |                                       | Spectateurs : 488  | Spectateurs : 488 |